# Vincent Hložník
Vincent Hložník, né le 22 octobre 1919 à Svederník (Slovaquie du Nord), mort le 10 décembre 1997 à Bratislava est un peintre, graphiste, illustrateur, sculpteur et enseignant slovaque, représentant de l'expressionnisme. 

## Biographie

### Enfance
Vincent Hložní naît le 22 octobre 1919 dans un village à une dizaine de kilomètres en aval de Žilina au-dessus du Váh, sur les berges duquel il passe son enfance. Ses parents Imrich Hložník et Mária Hložníková, née Puškárová, ont cinq enfants dont il est l'aîné. Le peintre Ferdinand Hložník (sk) est un de ses frères. Enfant, il aime le dessin et dès l'âge de quatorze ans, il signe ses œuvres.

### Formation
Sa scolarité commencée à l'école communale de Svederník se poursuit à Žilina, où son professeur de dessin au lycée, Zdeněk Balaš, découvre son talent.
De 1937 à 1942, il va à Uměleckoprůmyslova škola (école des arts appliqués) à Prague où il est l'élève de František Kysela et Josef Novák (cs). Il présente pour obtenir son diplôme de fin d'études un travail sur le thème du « Cirque » (composition figurative « La belle écuyère » et « Le vieux comédien », composée de six plaques de verre gravé et dépoli d'une taille totale de 300 × 200 cm).

## L'œuvre
Le travail de Vincent Hložník est riche. Ses œuvres relèvent de la peinture, du graphisme, de l'illustration de livres, etc. Il est également l'auteur de réalisations en architecture. Ses œuvres consacrées à la position de l'homme dans le monde ont toujours eu un caractère humaniste, éthique et social explicite. À partir du milieu des années 1980, les thèmes bibliques s'ajoutent à son répertoire. Il a également conçu des projets graphiques pour des timbres-poste tchécoslovaques.
Il est l'un des représentants les plus éminents des arts visuels slovaques, la génération d'artistes de la Seconde Guerre mondiale, la jeune avant-garde. Il a illustré plus de 100 œuvres de la littérature tchécoslovaque et mondiale. Dans son travail, il a notamment réagi aux événements de la Seconde Guerre mondiale et en parle dans le film documentaire Vincent Hložník de la série Profils réalisée par la télévision slovaque en 1994 (scénario de Tatiana Syneková, réalisé par Fedor Bartko).

## Galerie

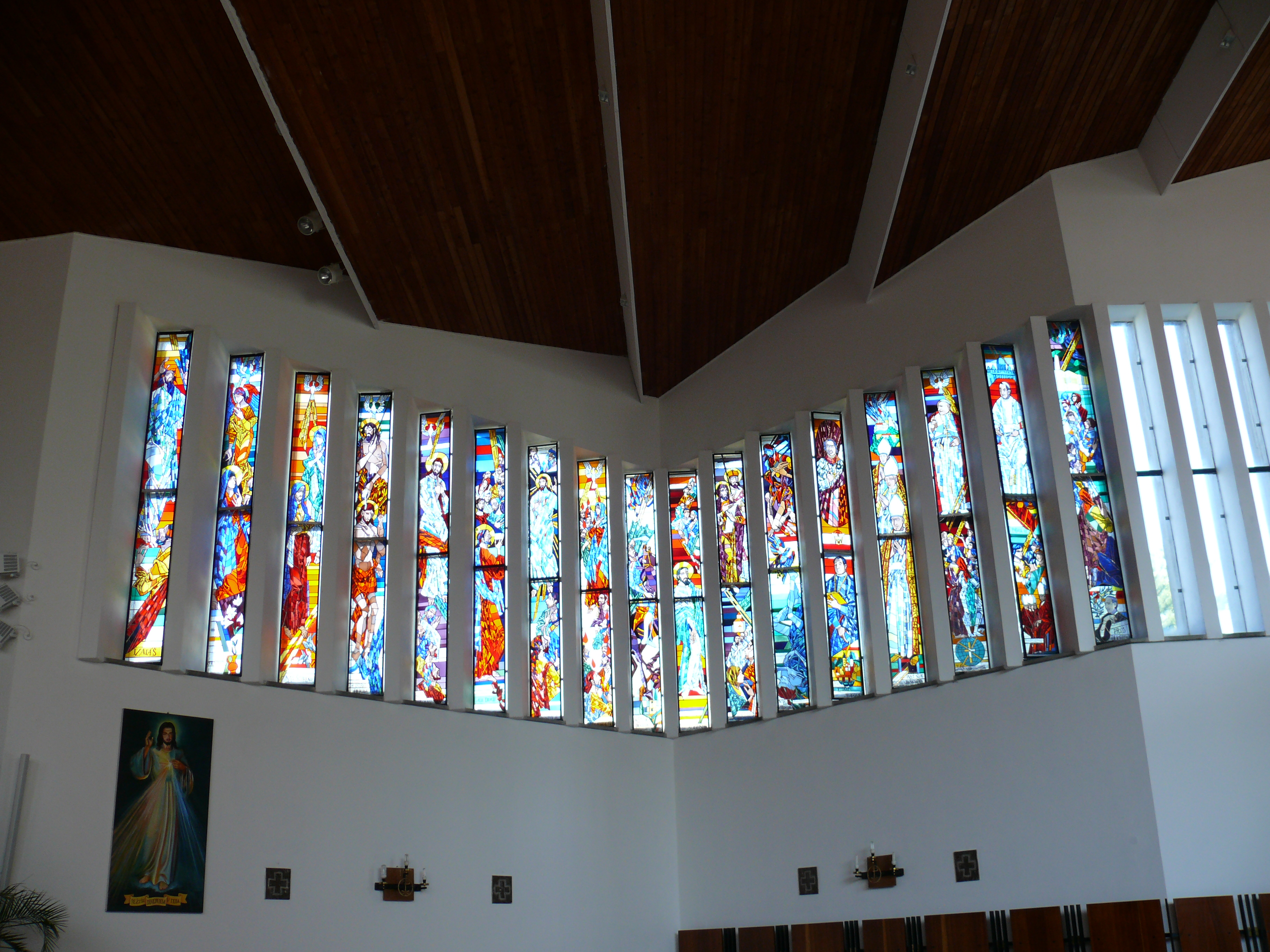
Vitráže v kostele Neposkvrněného početí Panny Marie ve Zborově nad Bystricou

## Prix et distinctions
- 1984 : (international) « Honour List »[3] de l' IBBY, catégorie Illustration, pour Snezienka (texte de Hans Christian Andersen).